# Mogrus mathisi
Mogrus mathisi är en spindelart som först beskrevs av Berland, Millot 1941.  Mogrus mathisi ingår i släktet Mogrus och familjen hoppspindlar. Inga underarter finns listade i Catalogue of Life.